# STS-61-L
STS-61-L – anulowana misja promu Atlantis. Początkowo planowana na sierpień 1986. Później przełożona na przełom stycznia i lutego 1987. Po katastrofie Challengera odwołana.